# Songs for Polarbears
Songs for Polarbears é o álbum de estréia da banda de indie rock Snow Patrol, lançado em 31 de Agosto de 1998. Todas as letras foram escritas por Gary Lightbody, e toda música composta por Gary Lightbody, Mark McClelland e Jonny Quinn. O título do álbum é referente ao nome original da banda, "Polar Bear", que foi trocado mais cedo por "Snow Patrol". Havia uma banda americana chamada "Polar Bear". Parte da gravação da voz sobre isso você pode ouvir no início da música, "Little Hide".

## Faixas
| CD  |                                                  |         |  |
| N.º | Título                                           | Duração |  |
| 1.  | "Downhill From Here"                             | 3:23    |  |
| 2.  | "Starfighter Pilot"                              | 3:19    |  |
| 3.  | "The Last Shot Ringing in My Ears"               | 3:26    |  |
| 4.  | "Absolute Gravity"                               | 3:27    |  |
| 5.  | "Get Balsamic Vinegar... Quick You Fool"         | 3:27    |  |
| 6.  | "Mahogany"                                       | 2:46    |  |
| 7.  | "NYC"                                            | 4:27    |  |
| 8.  | "Little Hide"                                    | 2:41    |  |
| 9.  | "Make Up"                                        | 2:12    |  |
| 10. | "Velocity Girl"                                  | 4:37    |  |
| 11. | "Days Without Paracetamol"                       | 3:32    |  |
| 12. | "Fifteen Minutes Old"                            | 3:08    |  |
| 13. | "Favourite Friend"                               | 2:46    |  |
| 14. | "One Hundred Things You Should Have Done in Bed" | 6:14    |  |

## Paradas musicais e certificações
| Paradas            | Certificador | Melhor posição | Vendas  | Certificação |
| ------------------ | ------------ | -------------- | ------- | ------------ |
| Irish Albums Chart | IRMA         | 90             | —       | —            |
| UK Albums Chart    | BPI          | 143            | 100 000 | Ouro         |

## Pessoal
Snow Patrol
- Gary Lightbody - vocal, guitarra, teclado, bateria em "Riot, Please"
- Mark McClelland - baixo, teclado
- Jonny Quinn - bateria

Outros
- Tom Simpson - turntables na faixa 4
- Richard Colburn - bateria, teclado na faixa 2
- Isobel Campbell - vocal na faixa 7
- Fraser Simpson - guitarra na faixa 11[5]